# 古庄紋十郎
古庄 紋十郎（ふるしょう もんじゅうろう、1948年〈昭和23年〉4月または5月 - ）は、東京少年合唱団に所属していた人物。彼の声変わりを収めたレコードがコロムビア・レコードより発売されたことで知られる。

## 来歴
1960年〈昭和35年〉4月2日、当時12歳11ヶ月から1963年〈昭和38年〉4月2日の当時15歳11ヶ月まで毎週、「シューベルトの子守唄」を計156回録音し、声の変容を世に残した。2レコードは1968年に発売された。半世紀が経った21世紀になって、「探偵!ナイトスクープ」や「トリビアの泉」等で取り上げられ、全国に知れ渡った。その際は22歳を迎えた1970年〈昭和45年〉の頃の写真も紹介されている。